# Betlehemskyrkan, Gävle
Betlehemskyrkan är en kyrka på Söder i Gävle.
Orgeln är byggd av Walter Thür Orgelbyggeri AB.
| Man I. Huvudverk C-g3 | Man II. Svällverk C-g3 | Pedal C-f1    | Koppel |
| --------------------- | ---------------------- | ------------- | ------ |
| Principal 8'          | Gedackt 8'             | Subbas 16'    | II/I   |
| Rörflöjt 8'           | Fugara 8'              | Rörgedackt 8' | II/P   |
| Oktava 4'             | Traversflöjt 4'        | Kvintadena 4' | I/P    |
| Koppelflöjt 4'        | Principal 2'           | Fagott 16'    |        |
| Waldflöjt 2'          | Nasat 1 1/3'           |               |        |
| Mixtur 3-4 chor       | Scharf 3 chor          |               |        |
| Tremulant             | Oboe 8'                |               |        |
|                       | Tremulant              |               |        |